# Europroducciones
Europroducciones, oficialmente Grupo Europroducciones, es una empresa de comunicación audiovisual española. Fundada en 1991, tiene su sede en Madrid y delegaciones en varios países europeos. Los socios fundadores controlan actualmente el 30 % del capital, y el 70 % corresponde a Vocento.
Abarca cuatro actividades principales, repartidas entre cuatro empresas del mismo grupo: producción televisiva (EuroTV), producción cinematográfica, incluyendo documentales (Euro Ficción); servicios técnicos (Euroservice); y representación de profesionales y publicidad (IDD Publicidad). De EuroTV dependen tres filiales extranjeras: Europroduzione (Italia), Protint (Portugal) y EuroTV Poland (Polonia). También realiza producciones en Estados Unidos y en Rumanía, a través de sus diversas filiales.
Europroducciones colaboraba con el grupo Vocento en la producción de contenidos para Net TV, entre 2002 y 2008; para la red Punto TV entre 2004 y 2009 y para La 10 entre 2009 y 2012. Desde 2012 colabora con microespacios con el canal Paramount Network.

## EuroTV Producciones
El origen del grupo fue esta productora de televisión, y su primera actividad fue una serie de galas musicales para la Expo '92 de Sevilla. Desde entonces produce todo tipo de programas, siendo una de las productoras mejor consolidadas en la televisión española. Se dedica tanto a la creación como a la adquisición y distribución de formatos, y trabaja en cadenas nacionales y autonómicas.
También ha realizado y realiza, labores de representación de artistas (María Teresa Campos, Alfredo Urdaci, Terelu Campos y Dani Mateo, entre otros) y dispone de una empresa de medios técnicos y platós.

### Magacín y talk shows
- Día a día (1996-2004) Telecinco.
- Hay una carta para ti (2002-2004) Antena 3.
- Cada día (2004-2005) Antena 3.
- Lo que inTeresa (2006) Antena 3.
- El día es nuestro (2007-2010) en Canal Extremadura.
- En boca de todos (2010-2011) en La 10.
- Gente que cuenta (2010-2011) en La 10.
- Noche 10 (2010-2012) en La 10.
- Cerca de ti en Andalucía (2013-2014) en Canal Sur Televisión.
- Dime que fue de ti (2016) en La 1.
- Esta es tu noche (2020-2021) en Canal Sur.
- Quen anda aí (2020-) en TVG.
- Disfruta Madrid (2022-) en Telemadrid.

### Concursos
- ¿Qué apostamos? (1993-2000 y 2008) en La 1 y canales de la FORTA.
- La llamada de la suerte (1998) en La 1.
- Guinness World Records (2000/2012) en (2000-2002), Antena 3 (2003-2008), FORTA (2009), Telecinco (2010/2011) en La 10 y en cadenas locales (2012).
- DNA (2008-2010) en IB3.
- Gana tu suerte (2008-2012) en La 7.
- Metro a metro (2012) en Telemadrid.
- Pensat i Fet (2011-2012) en Canal Nou.
- El Cubo (2012) en Cuatro.
- ¿Bailamos? Da el primer paso (2015) en Canal Sur Televisión.
- Los vengadores en acción (2015) en Disney Channel.
- Gaña a túa sorte (2016-2019) en TVG.

### Talent shows
- Se llama copla (2007-2016) en Canal Sur Televisión.
- Un beso y una flor (2008-2009 y 2010) en Canal Nou y CMM TV.
- A tu vera (2009-presente) en Castilla-La Mancha Televisión.
- Esta canción va por ti (2009-2010) en Canal Sur Televisión.
- Quiero cantar (2010) en Antena 3.
- Generación de estrellas (2010) en Telemadrid.
- Hit - la canción (2015) en La 1.
- Yo soy del sur (2016-2019) en Canal Sur Televisión.
- Duel de veus (2021-presente) en À Punt.

### Entretenimiento
- Grand Prix del verano en La 1 (1995-2005/2023-) y en canales de la FORTA (2007-2009).
- Todo en familia (1999/2001) en La 1.
- Los imposibles (2005/2009) en Telemadrid.
- Grand Prix Xpress (2010-2011) en canales de la FORTA.
- Una noche única (2011) en La 1.
- La puerta del tiempo (2013) en La 1.
- Telepasión (2014-actualidad) en La 1.
- ¡Qué noche la de Reyes! (2015) en La 1.
- No es un sábado cualquiera (2017) en La 1.

### Ficción
- El secreto (2001) en La 1.
- La verdad de Laura (2002) en La 1.
- Luna negra (2003-2004) en La 1.
- Obsesión (2005) en La 1.
- C.L.A. No somos ángeles (2007) en Antena 3.
- "2 de mayo : La libertad de una nación" (2008-2009) en Telemadrid. Coproducción junto a BocaBoca.
- Colegas (2017) en Playz, serie web.
- Derecho a soñar (2019) en La 1.

### Documentales
- 11-S; la conexión española.
- Las cajas españolas.

### Euro Ficción
Euro Ficción es responsable de importantes producciones españolas y coproducciones internacionales. Cuenta con películas tan populares como ¿Por qué lo llaman amor cuando quieren decir sexo?, de Manuel Gómez Pereira.
En el año 2000, Un vuelco en el corazón bajo la dirección de Valerio Boserman y la dirección musical de Federico Vaona, gana el primer premio "Ford" al Festival de Cine de Madrid 2000 como mejor cortometraje.

### IDD Publicidad
IDD Publicidad se dedica a la producción publicitaria y a la captación de patrocinadores para programas de televisión. Así como a la representación artística.
Desarrolla también eventos especiales para importantes empresas, destacando el del centenario de ABC.

## Europroduzione
Es una productora fundada en 2000 por el Grupo Europroducciones con el objetivo de convertirse en uno de los puntos de referencia en la escena televisiva italiana.
Durante estos años de intensa actividad, la compañía ha creado su propio espacio, moviéndose con éxito entre todos los géneros televisivos (variedad, juegos, cámara franca, docuficción, comedia stand-up, ficción) ofreciendo un producto bien cuidado en el contenido y en la capacidad editorial. Europroduzione colabora con las principales estaciones de televisión italianas (RAI, Mediaset y La7) y está activa en el mercado de la televisión por satélite, digital terrestre y de televisión por Internet.

### Entretenimiento
- Winning Lines (2000) en Rai 1.
- Scommettiamo che (2001-2004 y 2008) en Rai 1 y Rai 2, el programa existe desde 1991.
- Assolo (2002-2003) en La7.
- Oblivious (2003) en Italia 1.
- Mezzogiorno in famiglia (2003-2016) en Rai 2.
- Cosa faro´da grande (2004) en Rai 2.
- Il Duello (2004) en Rai 2.
- 2 sul divano (2004-2005) en La7.
- Diglielo in faccia (2005) en Rai 1.
- Shake It (2006) en Sky Show.
- Acussi grande (2006) en Canale 5.
- Senza Fine (2006) en Rai 3.
- Lo show dei record (2006-2015) en Canale 5.
- Celebrity (2007) en Sky Vivo.
- Quiz Show (2007) en Sky Show.
- Mi raccomando (2007) en Italia 1.
- Fantasia (2008) en Canale 5.
- La Stangata (2009-2010) en Canale 5.
- Lady Burlesque (2011) en Sky 1.
- Teen Manager (2012) en Rai 2.
- Tutte le strade portano a ... (2013) en Rai 2.

### Documentales
- "Volare" (2013) en Rai 1
- "Cosi e la vita" (2011) en Rai 1

## Protint
Es la productora del Grupo Europroducciones en Portugal, donde realiza diversos eventos y galas, su mayor éxito en dicho país ha sido realizar la versión portuguesa de Aquí no hay quien viva.
- 2006-2008 : Aqui não há quem viva.

## Internacional
Son diversas filiales del grupo a lo largo del mundo, para distribuir sus productos, así como para crear nuevos proyectos y realizar diversos eventos.
- EuroTV Polonia.
- EuroTV Rumania.
- EuroTV Grecia.
- EuroTV Turquía.
- EuroTV USA.